# Соснічани
Соснічани (пол. Sośniczany) — село в Польщі, у гміні Копшивниця Сандомирського повіту Свентокшиського воєводства.
Населення — 391 особа (2011).
У 1975-1998 роках село належало до Тарнобжезького воєводства.

## Демографія
Демографічна структура на день 31 березня 2011 року:
|          | Загалом | Допрацездатний вік | Працездатний вік | Постпрацездатний вік |
| -------- | ------- | ------------------ | ---------------- | -------------------- |
| Чоловіки | 191     | 38                 | 129              | 24                   |
| Жінки    | 200     | 33                 | 117              | 50                   |
| Разом    | 391     | 71                 | 246              | 74                   |